# Kim Beazley
Kim Christian Beazley AC (nacido el 14 de diciembre de 1948, en Perth, Australia) es un expolítico y académico australiano y actual diplomático de ese país. Fue embajador de Australia en los Estados Unidos entre 2010 y 2016 y después gobernador de Australia Occidental entre 2018 y 2022.
Beazley fue miembro del Parlamento Australiano entre 1980 y 2007. Fue el líder del Partido Laborista de Australia y fue líder de la Oposición entre 1996-2001 y entre 2005 y 2006. Lideró a laboristas en sus derrotas electorales de 1998 y 2001. Fue ministro durante los gobiernos de los Primeros Ministros Bob Hawke y Paul Keating, y fue Viceprimer Ministro de Keating entre 1995 y 1996. Dejó el parlamento para las elecciones federales de 2007, cuando el Partido Laborista ganó la elección bajo el mando de su sucesor, Kevin Rudd.

## Biografía
Beazley nació en Perth, Australia Occidental. Su padre, Kim Edward Beazly, fue el MP laborista de Freemantle entre 1945 y 1977 y ministro de educación en el gobierno de Whitlam (1972-75). Su madre, Betty Judge, es una excampeona de atletismo australiana.
Beazley contrajo polio cuando era niño, a sus seis años.
Recibió su educación en el Hollywood Senior High School y luego en la Universidad de Australia Occidental y el Balliol College de Oxford (convirtiéndose en un académico Rhodes en 1973), en donde recibió su título en Master of Philosophy. En Oxford, se hizo amigo de Tony Blair, quien más adelante se convertiría en Primer Ministro del Reino Unido, y Geoff Gallop, quien, por su parte, alcanzaría el puesto de Primer Ministro en el estado de Australia Occidental.
Luego de regresar a Australia, Beazley dio clases sobre política en la Universidad de Murdoch en Perth, y fue reclutado para el ala de derecha del partido laborista por Graham Richardson y John Ducker, antes de ser elegido como congresista por Swan en las elecciones federales de 1980.

## Carrera política

### Como funcionario público

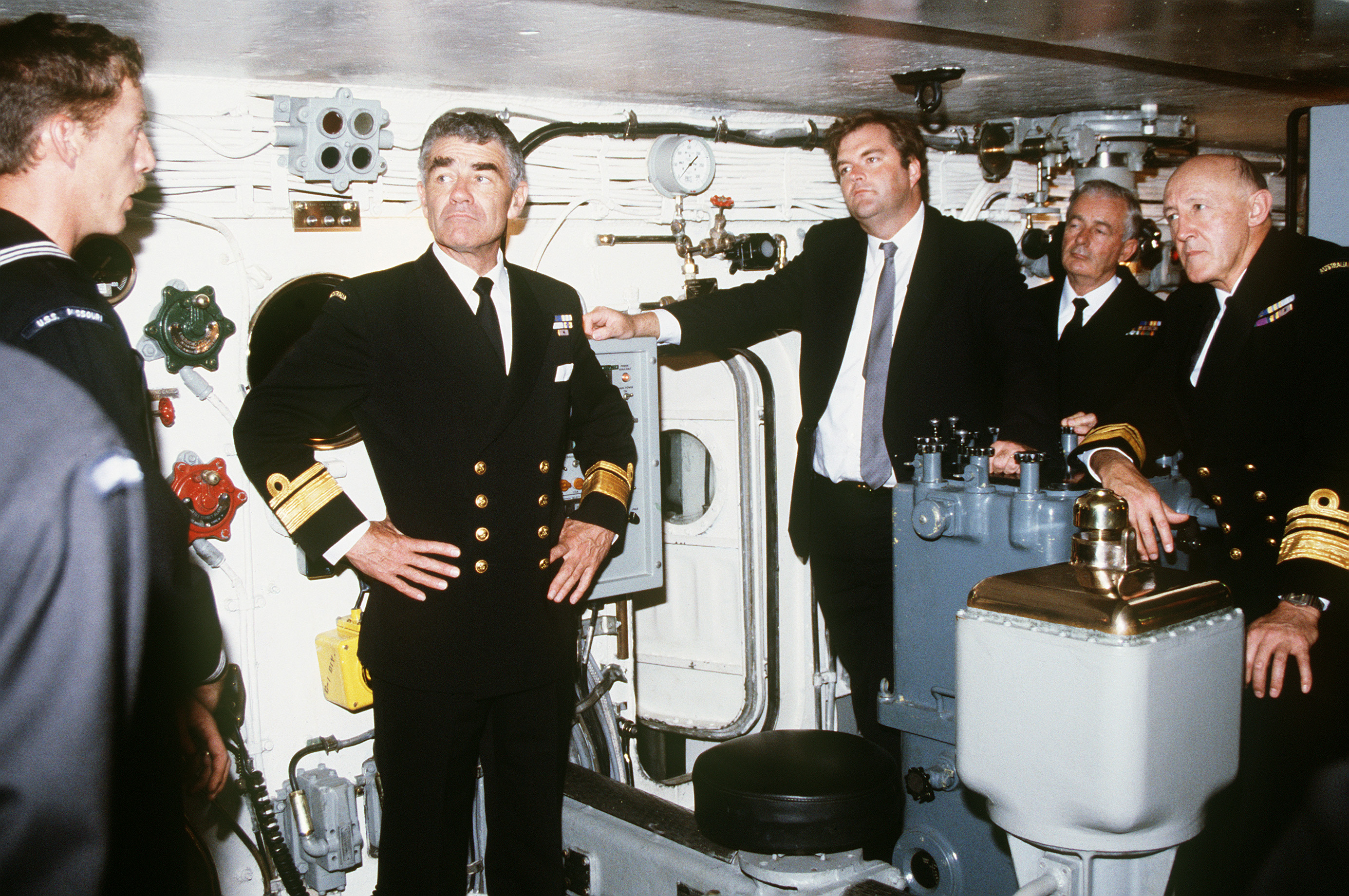
Beazley (centro) en 1986

Beazley se convirtió en el pupilo de Bob Hawke, el líder del Partido Laborista desde 1983, y en ese año fue nombrado Ministro de Aviación durante el primer gobierno de Hawke. Fue ministro de Defensa, con un curul en el gabinete, entre 1984 y 1990. En este último cargo fue responsable del establecimiento del programa de submarinos de la Real Armada Australiana, el cual se vio plagado de problemas técnicos y costos excesivos. Beazley tuvo interés especial en el ámbito militar durante toda su carrera; su posterior entusiasmo por los asuntos de defensa, en particular en equipamiento militar, le hicieron merecedor del apodo "Bomber Beazley" (en español, Bombardero Beazley).
Años después, Beazley fue Ministro de Transporte y Comunicaciones (1990-91), Finanzas (1991), Empleo, Educación y Capacitación (1991-93) y nuevamente de Finanzas (1993-1996). Apoyó a Hawke en sus batallas por liderazgo el partido contra Paul Keating en 1991, pero mantuvo su puesto cuando Keating venció a Hawke y se convirtió en Primer Ministro en diciembre de 1991. Beazley fue Vice Primer Ministro entre 1995 y 1996.
La popularidad de Beazley en el Distrito de Swan se vue diluyendo con el paso de los años. La mayoría que un momento había conseguido se redujo a más de la mitad en las elecciones de 1990, y casi fue derrotado en las elecciones de 1993. Dado que el Partido Laborista estaba cayendo en las encuestas antes de la elección de 1996, Beazley cambió de división a Brand, un curul un poco más seguro para su partido en el sur de Perth.

### Primer periodo como líder laborista
En las elecciones de 1996, el Partido Laborista fue derrotado claramente por la Coalición (Australia)Coalición, liderada por John Howard. Keating renunció, y Beazley fue elegido sin oposición como el líder laborista. tuvo la difícil tarea de reconstruir un partido que acababa de sufrir la segunda peor derrota de un partido en gobierno desde el establecimiento de la federación.
Beazley, sin embargo, rápidamente repuntó contra Howard a medida que las encuestas de opinión mostraban a John Howard y a una Coalición debilitada, en especial cuando Howard rompió su promesa de no introducir un Impuesto a los Bienes y Servicios. Beazley encabezó al contingente del Partido Laborista en la Convención Constitucional de 1998, la cual fue organizada para discutir la posibilidad de que Australia se convierta en una república. Beazley abogó por un cambio "minimalista" y describió la transición hacia una república como un "asunto inconcluso" para Australia. Dijo que los extranjeros "encuentran extraño y anacronista, como muchos australianos lo ven claramente hoy, que nuestro jefe de estado no sea un australiano". El Partido Laborista propuso la designación de un presidente con una votación de dos tercios del congreso. En su discurso inicial en la convención, Beazley dijo:

Nuestra nación es una república en todo sentido menos en su nombre. Considero que como nación, debemos reconocer la realidad de nuestras condiciones republicanas con "r" pequeña haciendo los ajustes necesarios para poner la cúspide a esa estructura -- un Jefe de Estado que sea inequívocamente australiano --- un Jefe de Estado que sea uno de nosotros.

En las elecciones de octubre de 1998, el Partido Laborista se proyectaba para ganar la mayoría de los votos en la carrera con los liberales y su desempeño en las urnas terminó representando el mayor cambio en el electorado para una elección en la que el partido en el poder se postulaba para su primera reelección desde 1934. Sin embargo, debido a la distribución geográfica de este cambio, los laboristas se quedaron ocho curules cortos de poder convertir a Beazley en Primer Ministro.
A mediados de 2001, el Partido Laborista se encontraba bien por delante en las encuestas de opinión y parecía que se encaminaba a ganar las elecciones a fin de año, pero en agosto tuvo lugar el incidente del MV Tampa, cuando el gobierno de Howard se rehusó a permitir al barco carguero noruego de ese nombre a dejar en tierras australianas en Isla de Navidad a varios cientos de personas en busca de asilo que habían sido rescatadas días antes de un barco en mal estado en aguas internacionales. La posición de Beazley fue categorizada como. Los ataques terroristas del 11 de septiembre también tuvieron lugar ese año. Cuando se anunció la fecha para las elecciones para noviembre de 2001, Howard ya contaba con un amplio margen en las encuestas. No obstante, la campaña de Beazley repuntó y los laboristas solo perdieron dos curules contra la Coalición.